# بیلدال
شهر بیلدال (به سوئدی: Billdal) در ناحیه شهری کونگزبککا در کشور سوئد واقع شده‌است. جمعیت این شهر ۱۰۳۳٫۶۵  نفر است.